# Oratoria sagrada

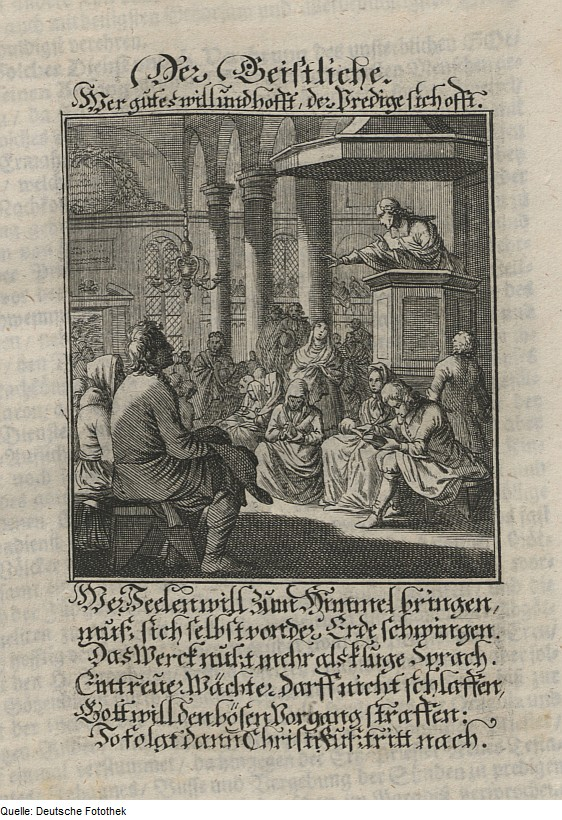
El clérigo, grabado de Christoph Weigel, 1698.

Oratoria sagrada es el subgénero de la oratoria que se utiliza por los predicadores. Se vincula estrechamente con el género deliberativo o político.
En el cristianismo se denomina sermón u homilía al discurso de tema religioso, por lo general pronunciado desde un lugar elevado, especialmente habilitado al efecto (el púlpito), por el oficiante durante la misa o el ministro del servicio religioso de que se trate; pero también en otras circunstancias o por otros clérigos o incluso seglares. Los predicadores solían llevar preparado lo que iban a decir mientras que los más ejercitados improvisaban. En ocasiones, algunos "notarios" copiaban los sermones valiéndose para ello de "notas" o abreviaturas.

## Oratoria sagrada en las religiones abrahámicas

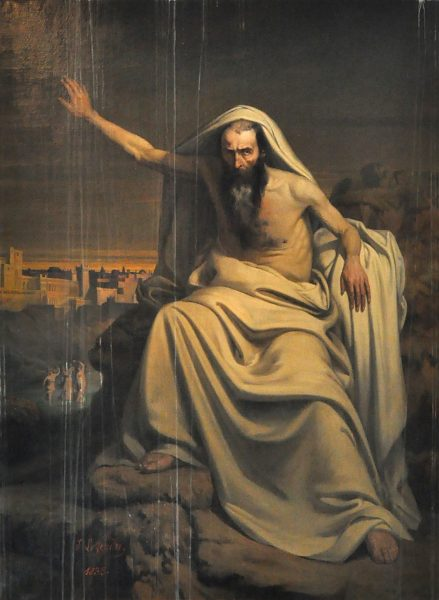
La profecía de Isaías, de Louis-Félix Legendre, 1835.

Los profetas aparecen en la Biblia pronunciando piezas discursivas de contenido moral y religioso. Al siglo VIII a. C. (período asirio) se le considera "la época más floreciente de la oratoria hebrea" o del judaísmo: Joel, Amós, Oseas, Isaías o Miqueas. En el periodo de la cautividad de Babilonia (612-539 a. C.) destacó especialmente Jeremías, pero también Sofonías, Habacuc, Ezequiel o Abdías.

¡Ay, nación pecadora, pueblo cargado de iniquidad, raza de malhechores, hijos pervertidos! ¡Han abandonado al Señor, han despreciado al Santo de Israel, se han vuelto atrás! ¿Dónde pueden ser golpeados todavía, ustedes, que persisten en la rebelión? Toda la cabeza está enferma y todo el corazón dolorido; de la planta de los pies a la cabeza, no hay nada intacto: ¡heridas, contusiones, llagas vivas, que no han sido curadas ni vendadas, ni aliviadas con aceite! Su país es una desolación, sus ciudades, presa del fuego; su suelo, delante de ustedes, lo devoran extranjeros; ¡hay tanta desolación como en el desastre de Sodoma! La hija de Sión ha quedado como una choza en un viñedo, como una cabaña en una plantación de pepinos, como una ciudad sitiada. ¡Si el Señor de los ejército no nos hubiera dejado algunos sobrevivientes, seríamos como Sodoma, nos pareceríamos a Gomorra!
Isaías, 1, 4-9.

¡Qué clase de gente son ustedes! Vean lo que dice el Señor: ¿Acaso he sido yo para Israel un desierto o una tierra tenebrosa? ¿Por qué dice mi pueblo: «Somos libres, ya no acudiremos a ti»? ¿Olvida una joven sus atavíos, una novia sus ceñidores? ¡Pero mi pueblo se ha olvidado de mí hace ya un sinnúmero de días! ¡Qué bien te abres camino para ir en busca del amor! Así, también tú te has habituado a los caminos de la maldad. Hasta en los bordes de tu vestido se encuentra sangre de gente pobre, inocente, que tú no habías sorprendido perforando una pared. Y a pesar de todo esto, tú dices: «Sí, soy inocente, seguramente su ira se ha apartado de mí». Pero yo entro en juicio contigo, porque tú dices: «No tengo pecado».
Jeremías, 2, 31-35.

El Sermón de la montaña, del propio Jesucristo (recogido en el Evangelio de San Mateo, V, VI y VII), puede ser considerado como el sermón cristiano más antiguo. 

Al ver a la multitud, Jesús subió a la montaña, se sentó, y sus discípulos se acercaron a él. Entonces tomó la palabra y comenzó a enseñarles, diciendo: Felices los que tienen alma de pobres, porque a ellos les pertenece el Reino de los Cielos...
Sermón de la montaña, Mateo, 5, 1-3 (comienzo de la parte denominada Bienaventuranzas).

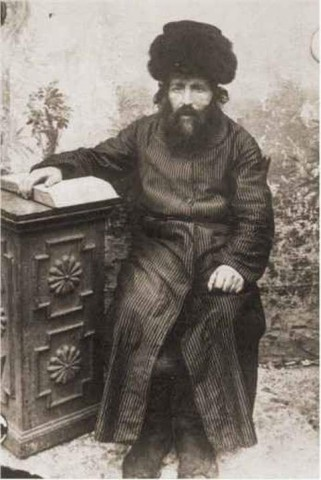
Yisrolik Szyldewer, hasid y baldarshn (predicador judío) de Staszow, a comienzos del siglo XX.
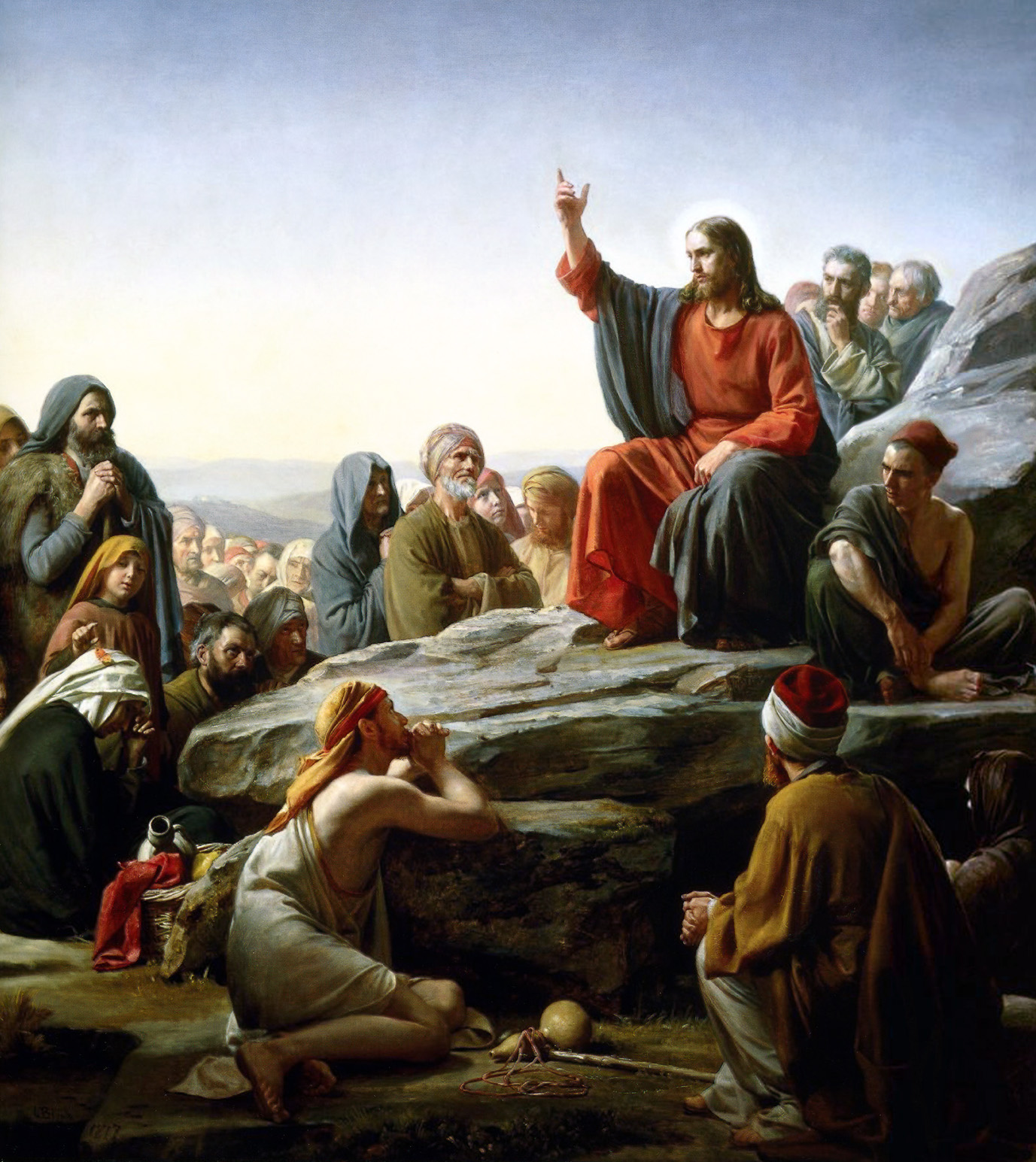
El sermón de la montaña, de Carl Heinrich Bloch, siglo XIX.
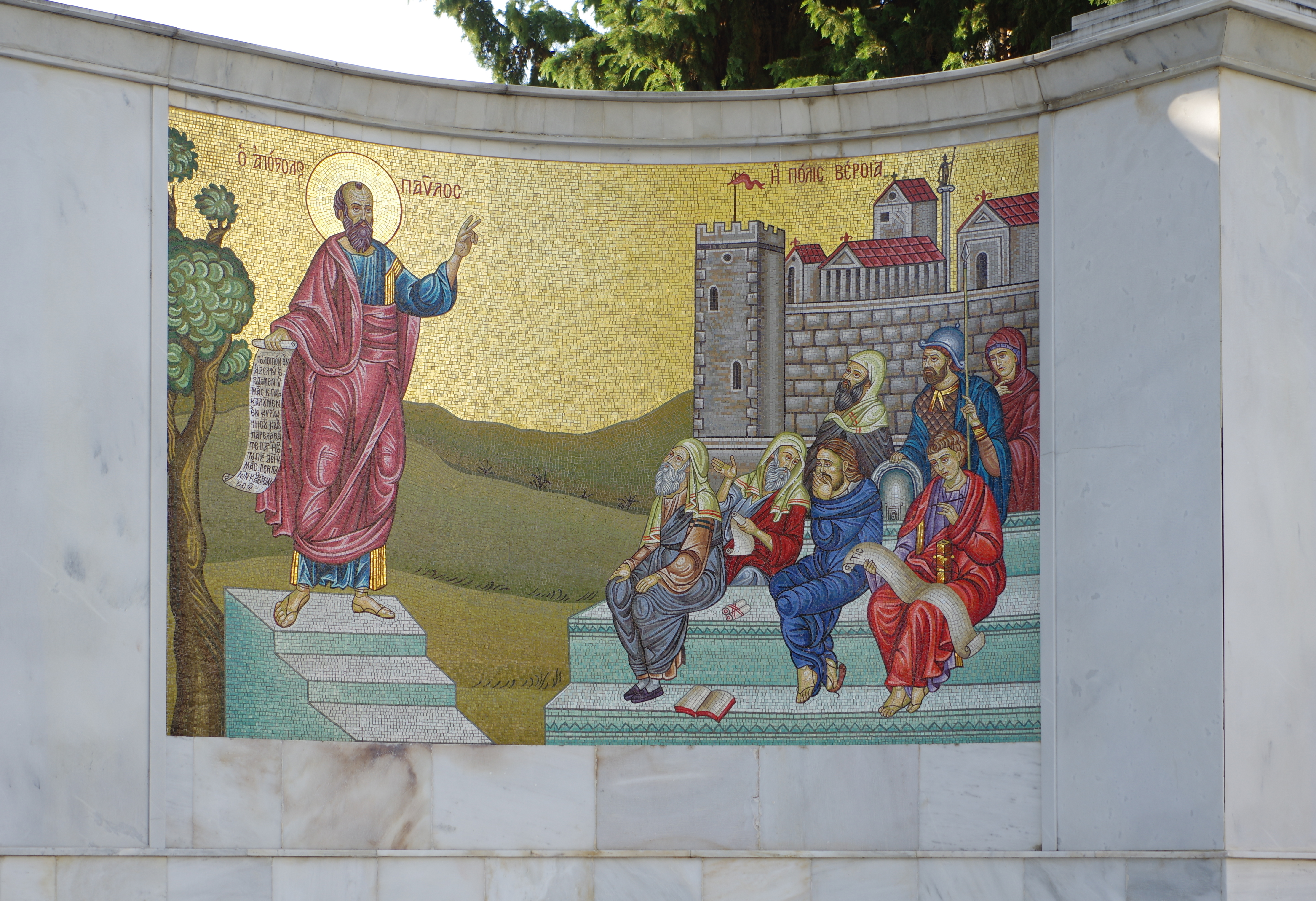
San Pablo predicando en Véria.

Las Epístolas de los apóstoles y los escritos de los padres de la iglesia son, por lo menos en cuanto a su objeto, verdaderos sermones. No obstante, hasta el siglo IV no nace este género particular de elocuencia que los griegos llamaban homilía (de homilein, tener comunicación verbal con otro). Orígenes distinguía entre logos (en latín sermo -sermón-) y homilia (en latín tractatus -tratado-). En la iglesia primitiva sólo estaba permitida la predicación de los obispos. Padres como Orígenes y San Agustín, no siendo más que simples sacerdotes, predicaron igualmente, pero estos casos eran raros y se dieron principalmente en Occidente. Entre los patriarcas orientales con más reconocida oratoria estuvo San Juan Crisóstomo ("boca de oro" en griego).

Sed ricos en buenas obras, dice el Señor. Estas son las riquezas que debéis ostentar, que debéis sembrar. Estas son las obras a las que se refiere el Apóstol, cuando dice que no debemos cansarnos de hacer el bien, pues a su debido tiempo recogeremos. Sembrad, aunque no veáis todavía lo que habéis de recoger. Tened fe y seguid sembrando. ¿Acaso el labrador, cuando siembra, contempla ya la cosecha? El trigo de tantos sudores, guardado en el granero, lo saca y lo siembra. Confía sus granos a la tierra. Y vosotros, ¿no confiáis vuestras obras al que hizo el cielo y la tierra?
Fijaos en los que tienen hambre, en los que están desnudos, en los necesitados de todo, en los peregrinos, en los que están presos. Todos éstos serán los que os ayudarán a sembrar vuestras obras en el cielo... La cabeza, Cristo, está en el cielo, pero tiene en la tierra sus miembros. Que el miembro de Cristo dé al miembro de Cristo; que el que tiene dé al que necesita. Miembro eres tú de Cristo y tienes que dar, miembro es él de Cristo y tiene que recibir. Los dos vais por el mismo camino, ambos sois compañeros de ruta. El pobre camina agobiado; tú, rico, vas cargado. Dale parte de tu carga. Dale, al que necesita, parte de lo que a ti te pesa. Tú te alivias y a tu compañero le ayudas.
Sermón 11 de San Agustín.

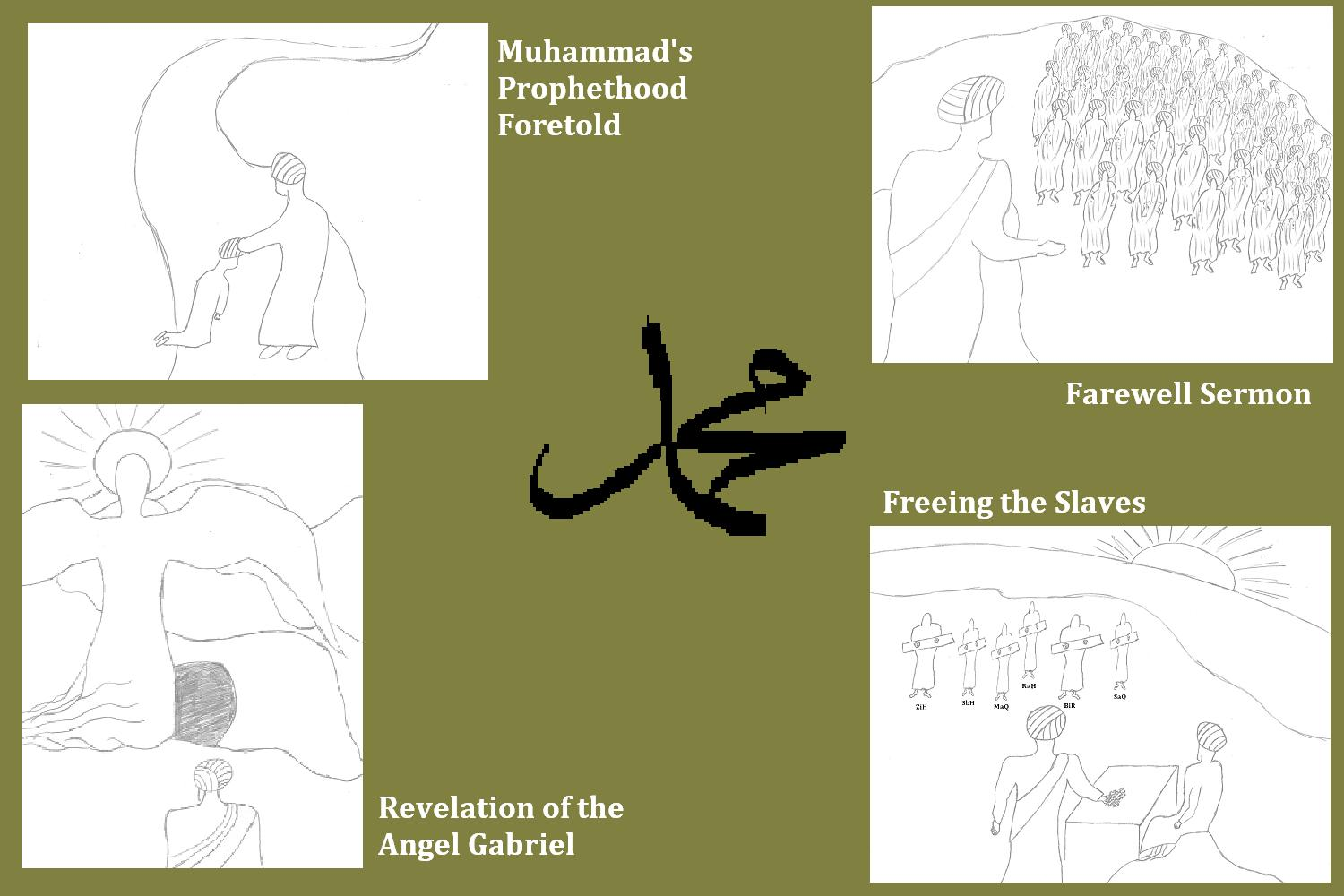
Representación "respetuosa" (no se le representa el rostro, siguiendo la tradición islámica) del Sermón de despedida de Mahoma.

En el islam se conoce con el nombre de Sermón de la despedida (Khuṭbatu l-Wadāʿ) a la última pieza oratoria que pronunció Mahoma (el noveno día de Dhul Hijjah del año 10 de la Hégira -632 d. C.- en el Valle Uranah del Monte Arafat, en La Meca).

Oh gente, escúcheme acerca de esto, brinden culto a Allah, hagan sus cinco oraciones diarias, ayunen durante el mes de Ramadán, y den vuestra riqueza como Zakat [limosna]. Realicen el Hajj [peregrinación a la Meca] si ustedes pueden permitirse ese lujo.
 
Toda la humanidad viene de Adán y Eva, un árabe no tiene superioridad encima de un no-árabe ni un no-árabe tiene alguna superioridad encima de un árabe; tampoco un blanco tiene superioridad encima del negro ni un negro tiene alguna superioridad encima de blanco excepto por la piedad y la acción buena. Aprendan que cada musulmán es un hermano a cada musulmán y que los musulmanes constituyen una hermandad.
Mahoma, Sermón de la despedida.

El las mezquitas, el jatib pronuncia cada viernes la jutba o sermón, habitualmente desde el mimbar o púlpito. A diferencia de la oración, que siempre se reza en idioma árabe, el sermón se pronuncia en la lengua vulgar que entiendan los fieles.

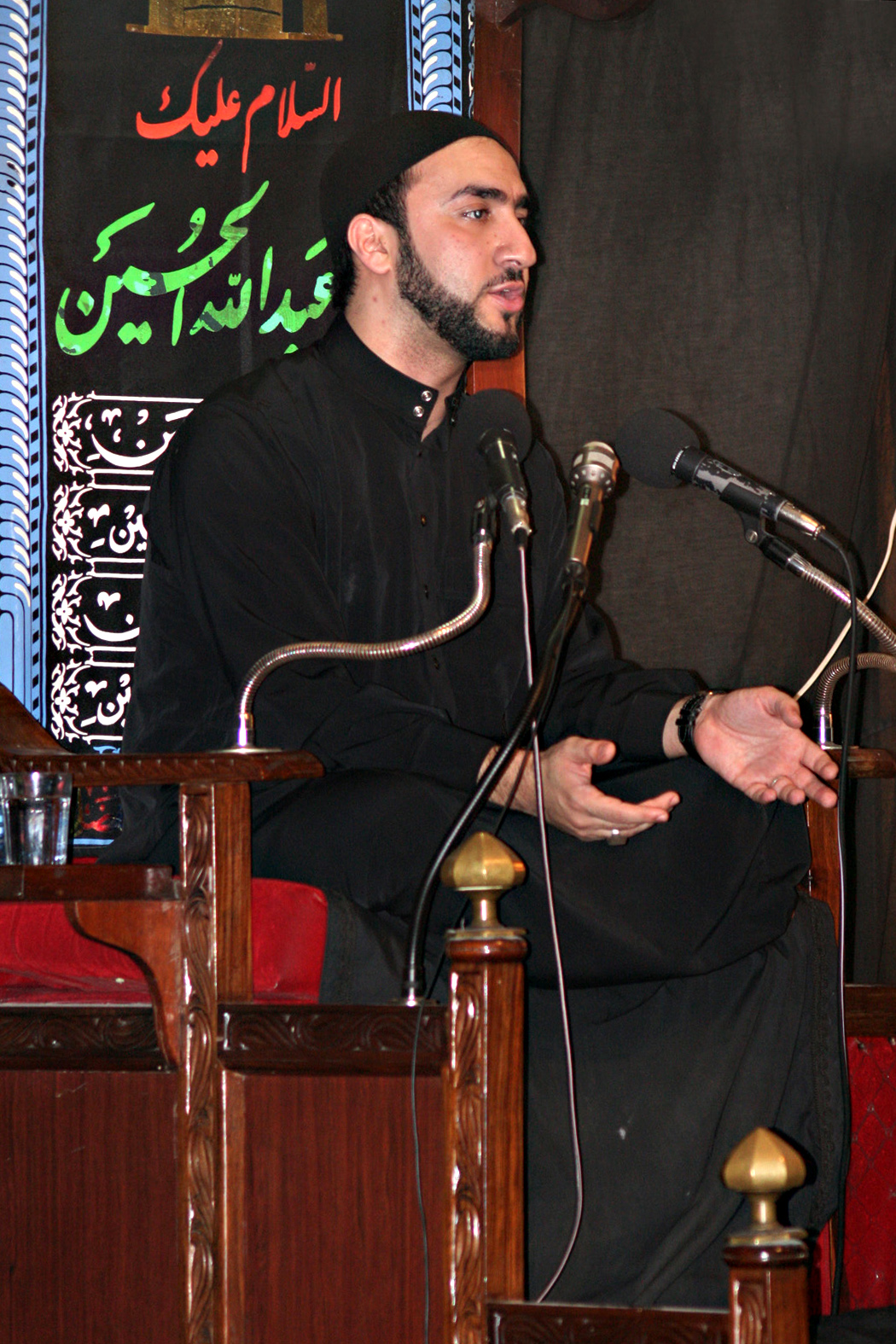
Un erudito musulmán (faqīh o alīm -alfaquí o ulema-) se dirige a los fieles desde el nimbar de una mezquita durante el Ramadán.

En la cristiandad latina medieval la predicación se utilizó como un elemento fundamental en todo tipo de luchas ideológicas (apologéticas en el contexto teológico); tanto entre los dos poderes universales (papa y emperador), como entre la ortodoxia católica y las herejías, y contra judaísmo e islam. La Orden de Predicadores (Santo Domingo de Guzmán) reforzó el poder papal. San Francisco de Asís pronunció famosos sermones. A San Bernardo se le llamaba "doctor melifluo" (comparando su elocuencia con la dulzura de la miel); a San Buenaventura, "doctor seráfico". Destacaron por su oratoria Jean Gerson y San Vicente Ferrer. Este último destacó por sus predicaciones antisemitas, como el arcediano de Écija. El decreto de Graciano prohibía a las mujeres predicar, pero eso no fue obstáculo para que Hildegarda de Bingen realizara cuatro campañas de predicaciones.

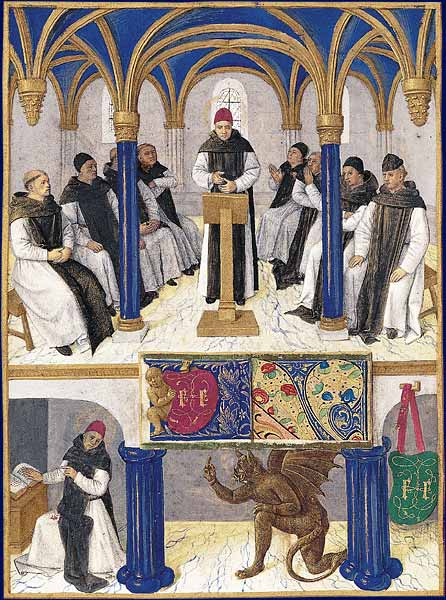
San Bernardo dirigiéndose a un auditorio de monjes.
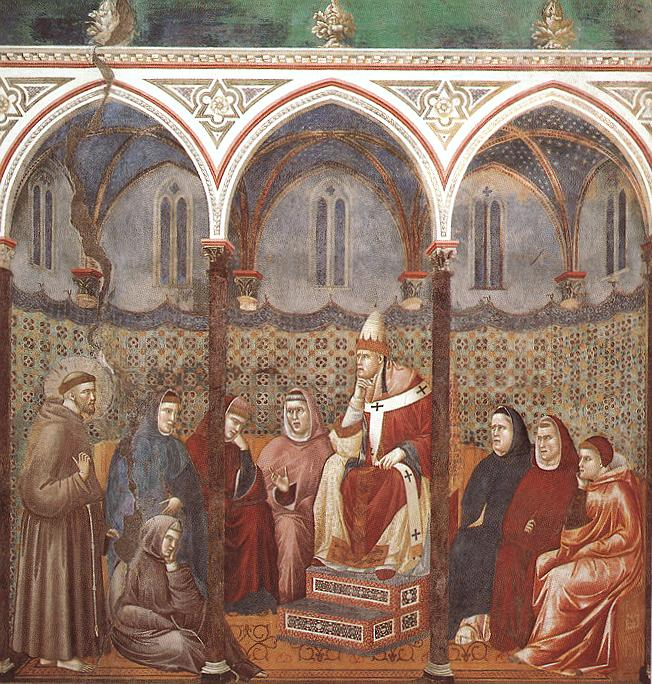
San Francisco predicando ante Honorio III.
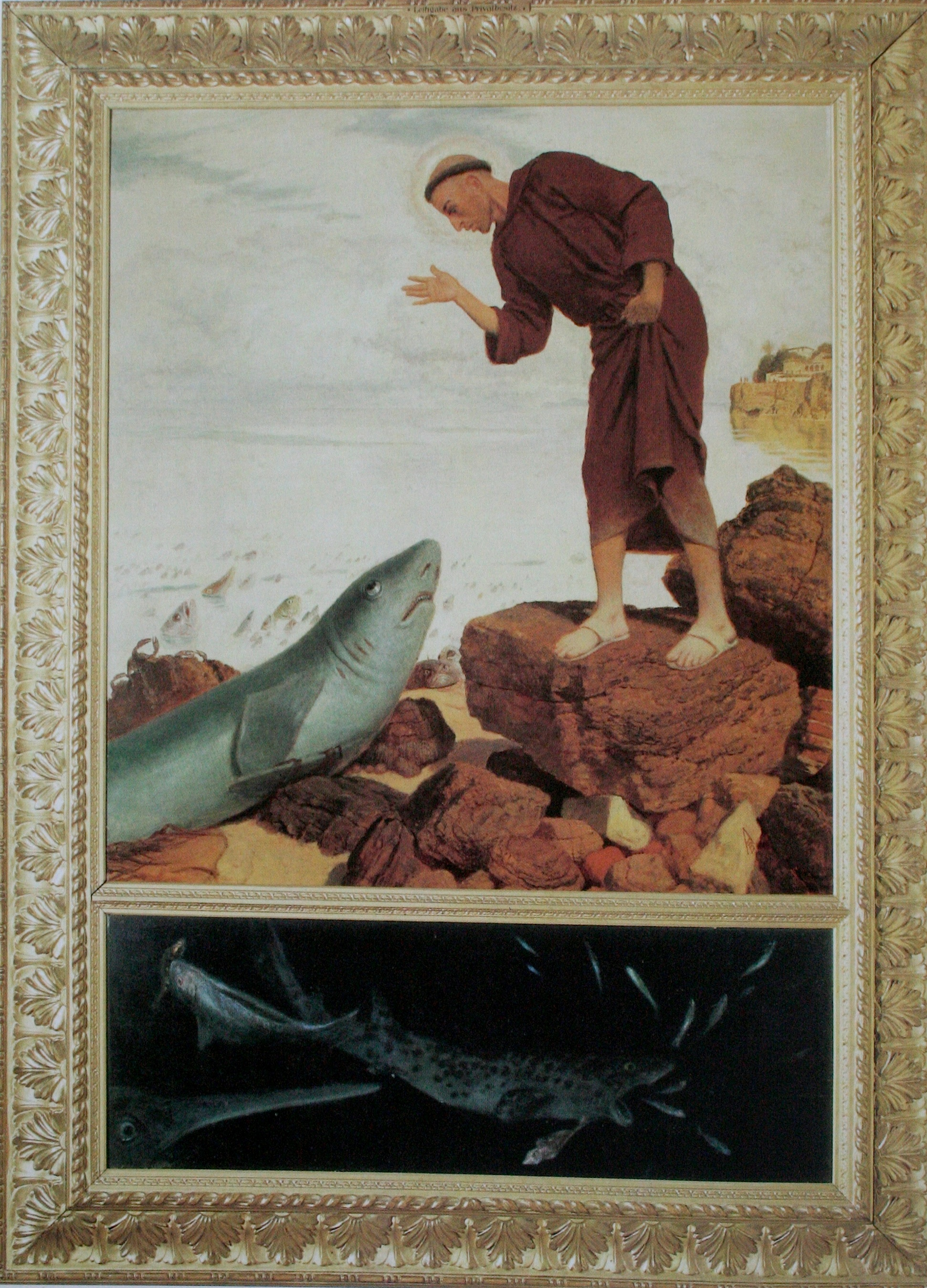
San Antonio de Padua predicando a los peces.
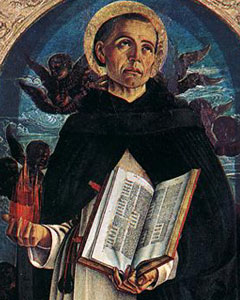
San Vicente Ferrer. Su iconografía incluye la llama, que simboliza el "don de lenguas" y su iluminación por el Espíritu Santo.
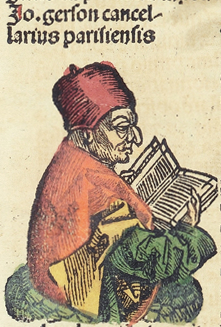
Jean Gerson.

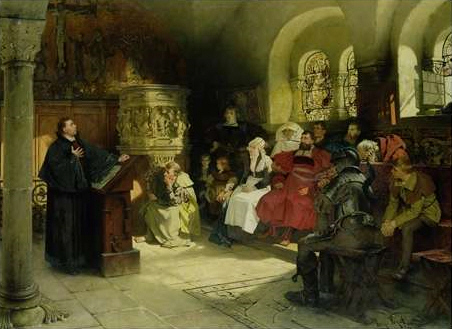
Sermón de Martín Lutero en Wartburg

Entre los principales oradores de la Reforma protestante estuvieron Calvino, Lutero, Melanchton, Schleiermacher o Zwinglio.

Si quieres ayunar, ¡hazlo! Si quieres abstenerte de la carne, ¡no comas carne! ¡Pero deja al cristiano su libre decisión! (...)
Pero si tu prójimo se escandaliza cuando ejerces tu libertad, no lo pongas sin motivos en dificultades, no lo seduzcas. Sólo cuando comprenda el fundamento de tu libertad, no se escandalizará más, a no ser que te quiera mal. (...)
Más bien, tienes que explicarle la fe de manera amable y decirle que él también es libre de elegir y comer de todo.
Zwinglio, Sobre la elección de los alimentos y la libertad de tomarlos, 1522.

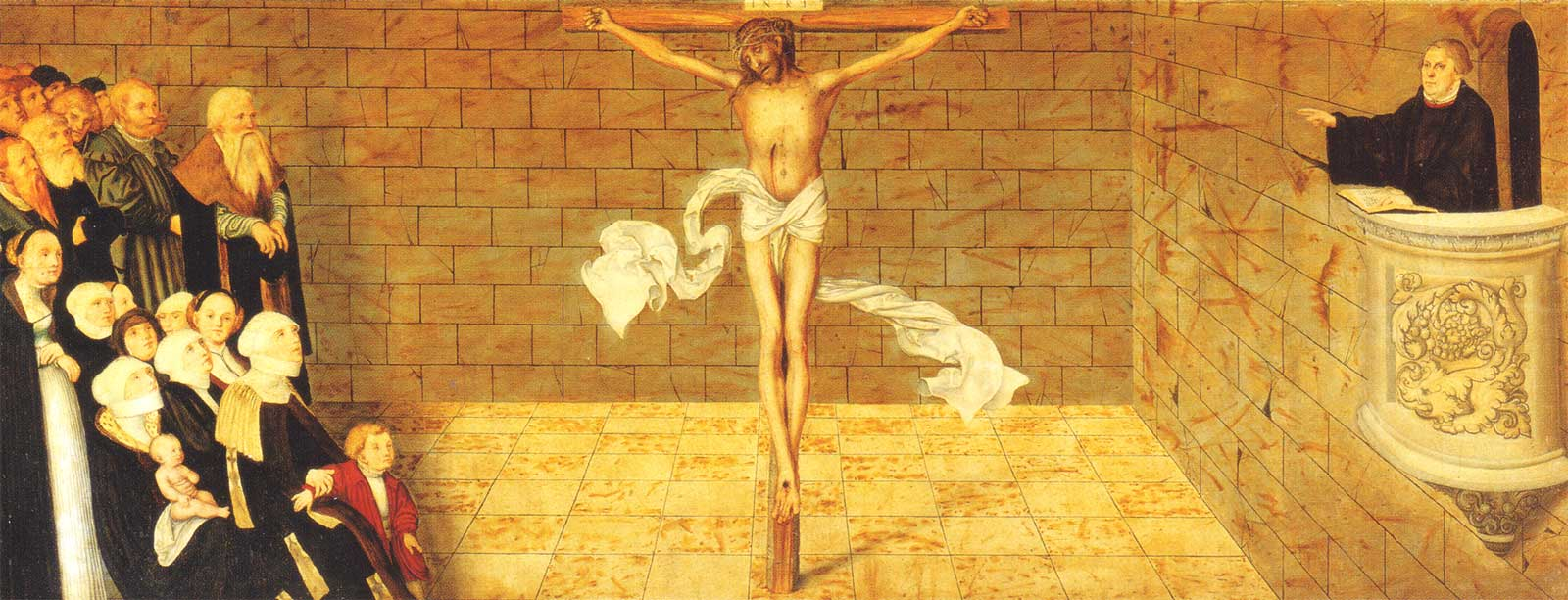
Predela del retablo de la Iglesia de Santa María, Stadtkirche o Lutherkirche ("iglesia de la ciudad" o "de Lutero") de Wittenberg, de Lucas Cranach el Joven.

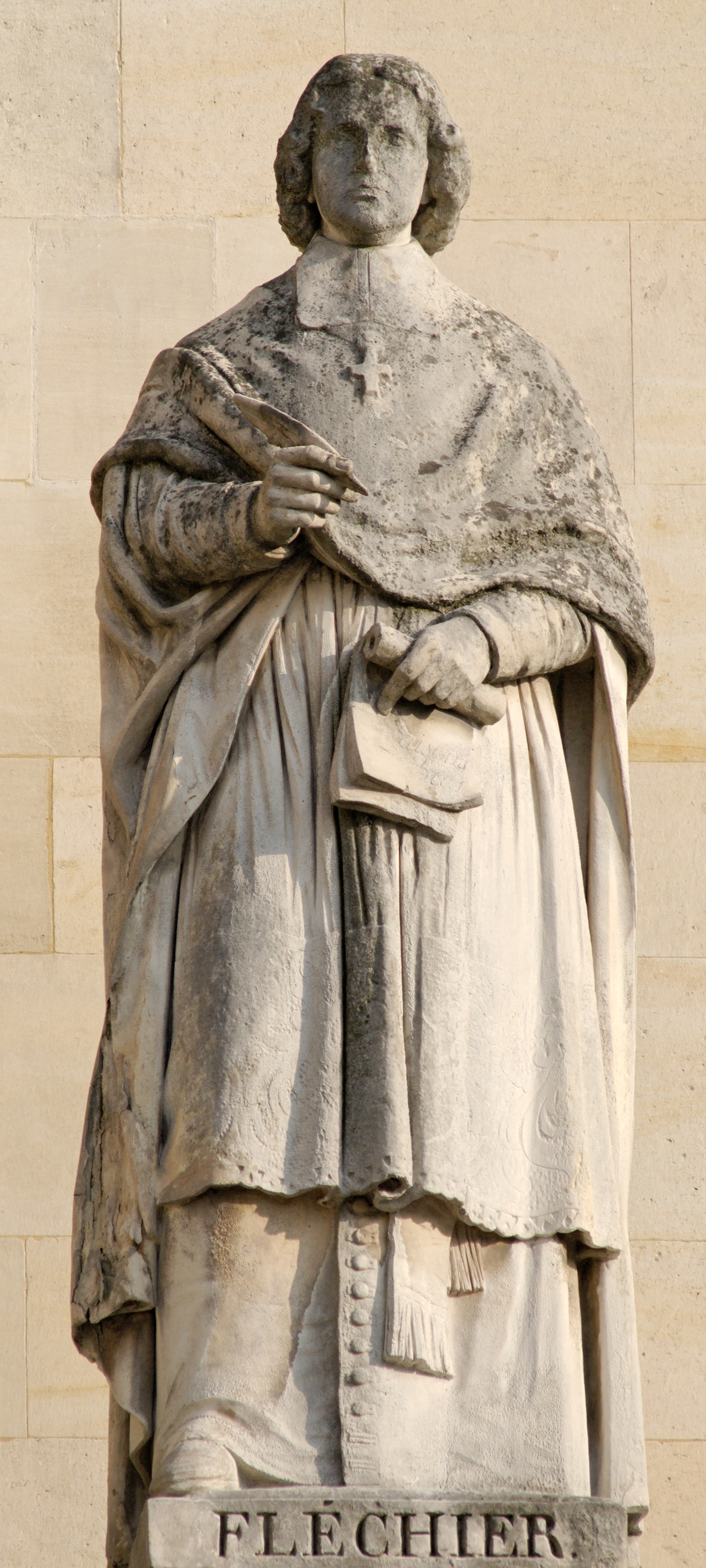
Estatua de Esprit Fléchier en la Cour Napoleon del Palacio del Louvre. Es parte de una serie de 86 "hombres ilustres" encargada por el arquitecto Hector Lefuel para la balaustrada del primer piso; y entre ellos hay más representantes de la oratoria sagrada francesa, tanto de la moderna (Bossuet, Bourdaloue, Fénelon) como de la medieval (Gregorio de Tours, San Bernardo).

Simultáneamente al desarrollo de la escuela ascética española, la oratoria sagrada de la Contrarreforma consiguió un alto nivel en el periodo final del Renacimiento español: Fray Luis de Granada (Ecclesiasticae Rhetoricae sive de ratione concionandi libri VI, 1575), San Juan de Ávila ("el apóstol de Andalucía", Epistolario espiritual para todos los estados), Fray Juan de Segovia (De praedicatione Evangelica, 1583), Fray Agustín Salucio (Aviso para los predicadores del Santo Evangelio), Francisco Terrones del Caño (Instrucción de Predicadores, 1605), Alonso Cabrera (oración fúnebre por Felipe II); y alcanzó una gran teatralización en el Barroco, incluyendo a Portugal (António Vieira). Lo propio ocurrió durante el siglo XVII en Inglaterra (en el contexto polémico entre el anglicanismo y los disidentes): John Tillotson, Isaac Barrow, Francis Atterbury; y sobre todo en Francia (que se encuentra en su Grand Siècle): Besse, Bossuet, Bourdaloue, Fénelon y Massillon. En el siglo XVIII, la continuidad de ese modelo hasta extremos ridículos fue criticada desde la perspectiva ilustrada (Padre Isla, Historia del famoso predicador fray Gerundio de Campazas, alias Zotes).

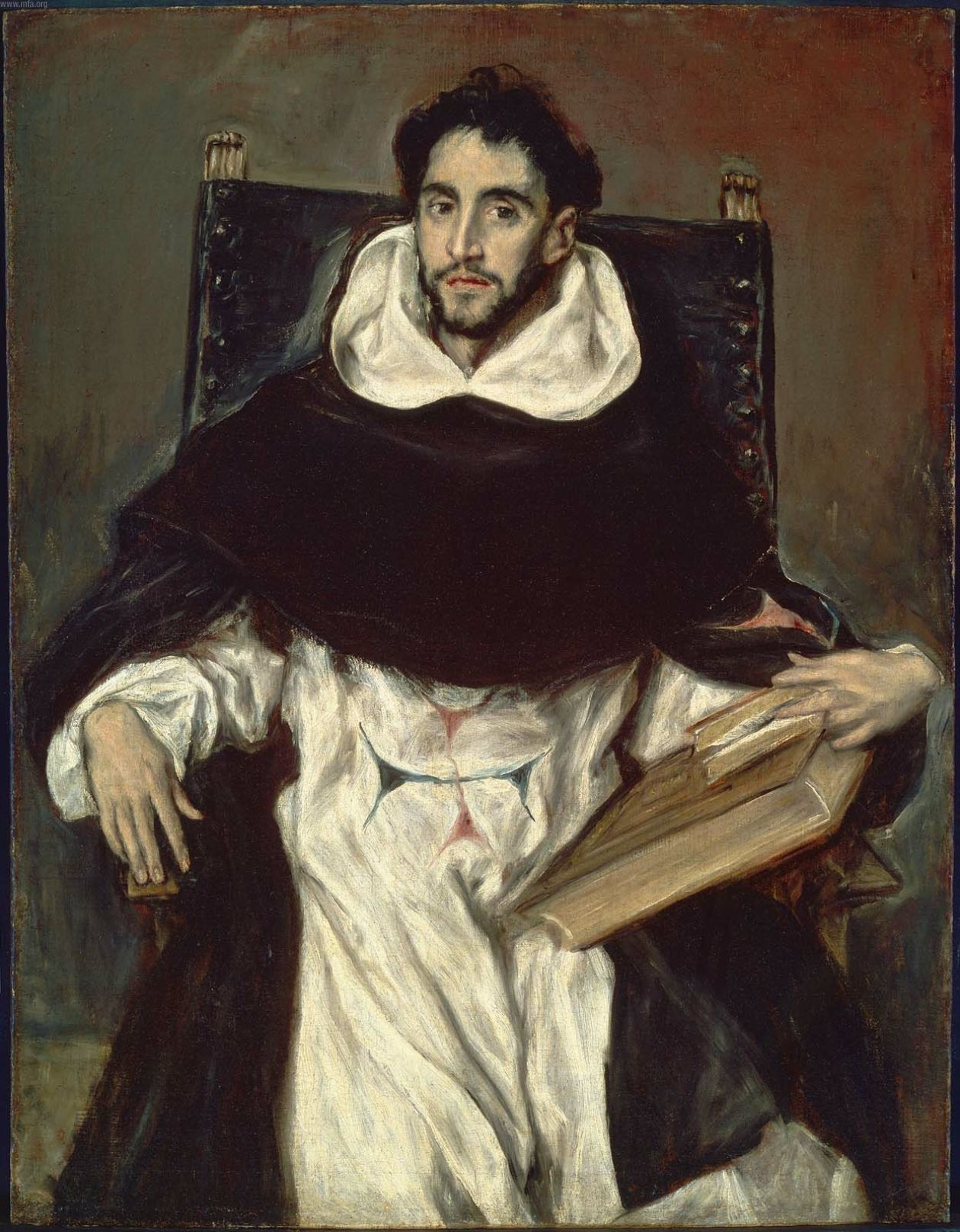
Hortensio Paravicino, célebre predicador del siglo XVII.
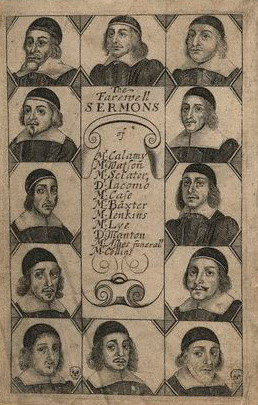
Farewell Sermons preached by Ejected Ministers in 1662.
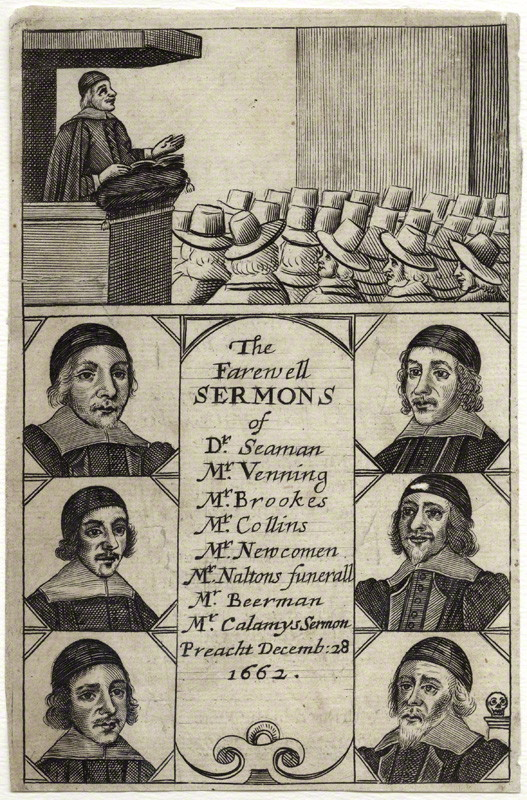
Farewell Sermons (1663), edición colectiva de los sermones de predicadores sometidos a la Great Ejection ("gran expulsión").
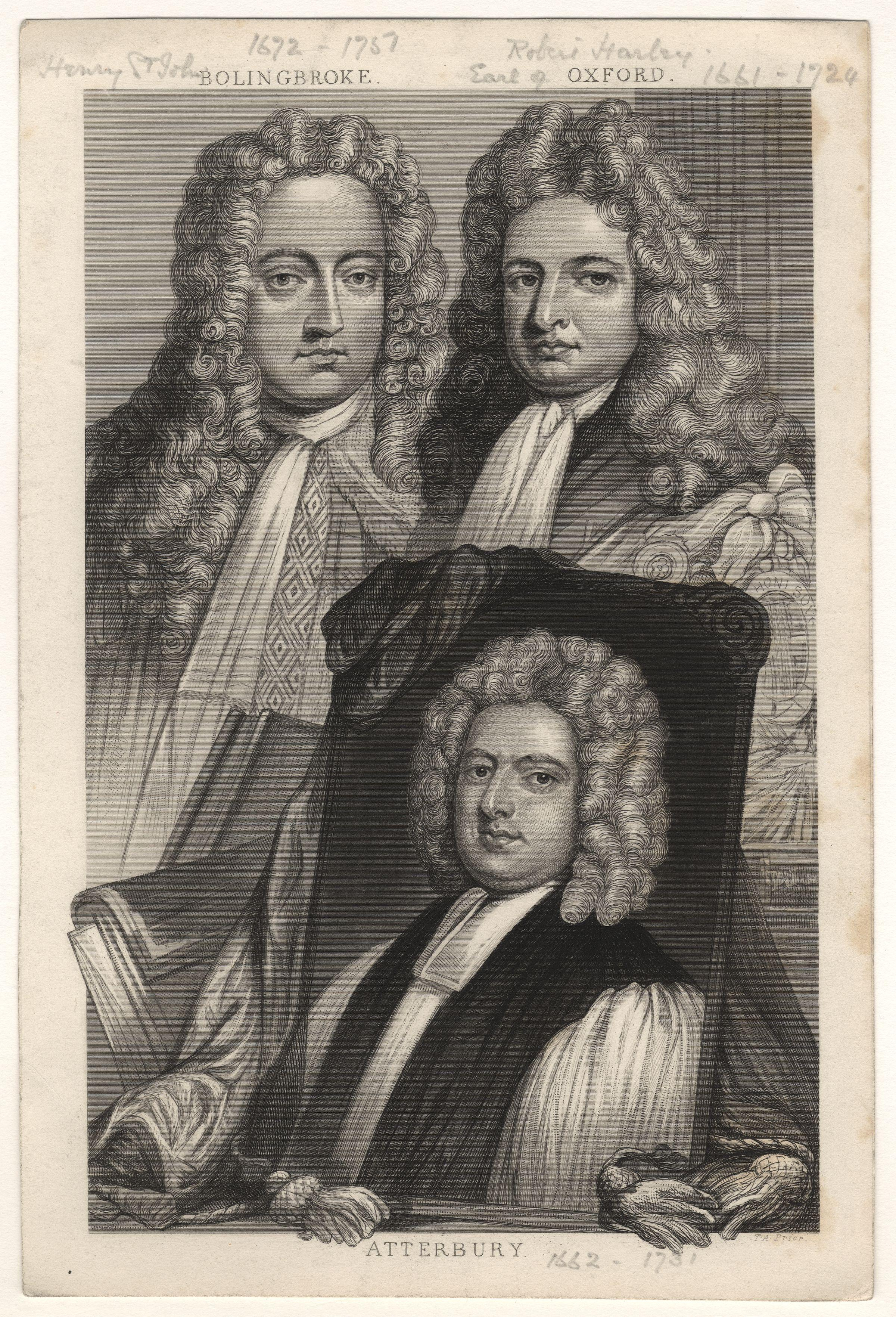
Atterbury, presentado como autoridad, ante dos notables del Country Party (tories defensores de la visión conservadora de la Iglesia de Inglaterra).
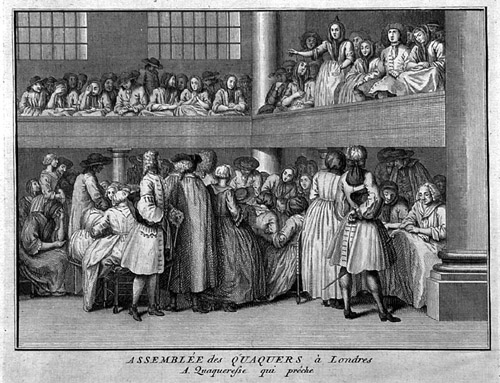
Un grupo de cuáqueros atienden a una mujer predicadora (a las mujeres se les prohíbe la predicación en la mayor parte de las confesiones cristianas, siguiendo las prescripciones de San Pablo).
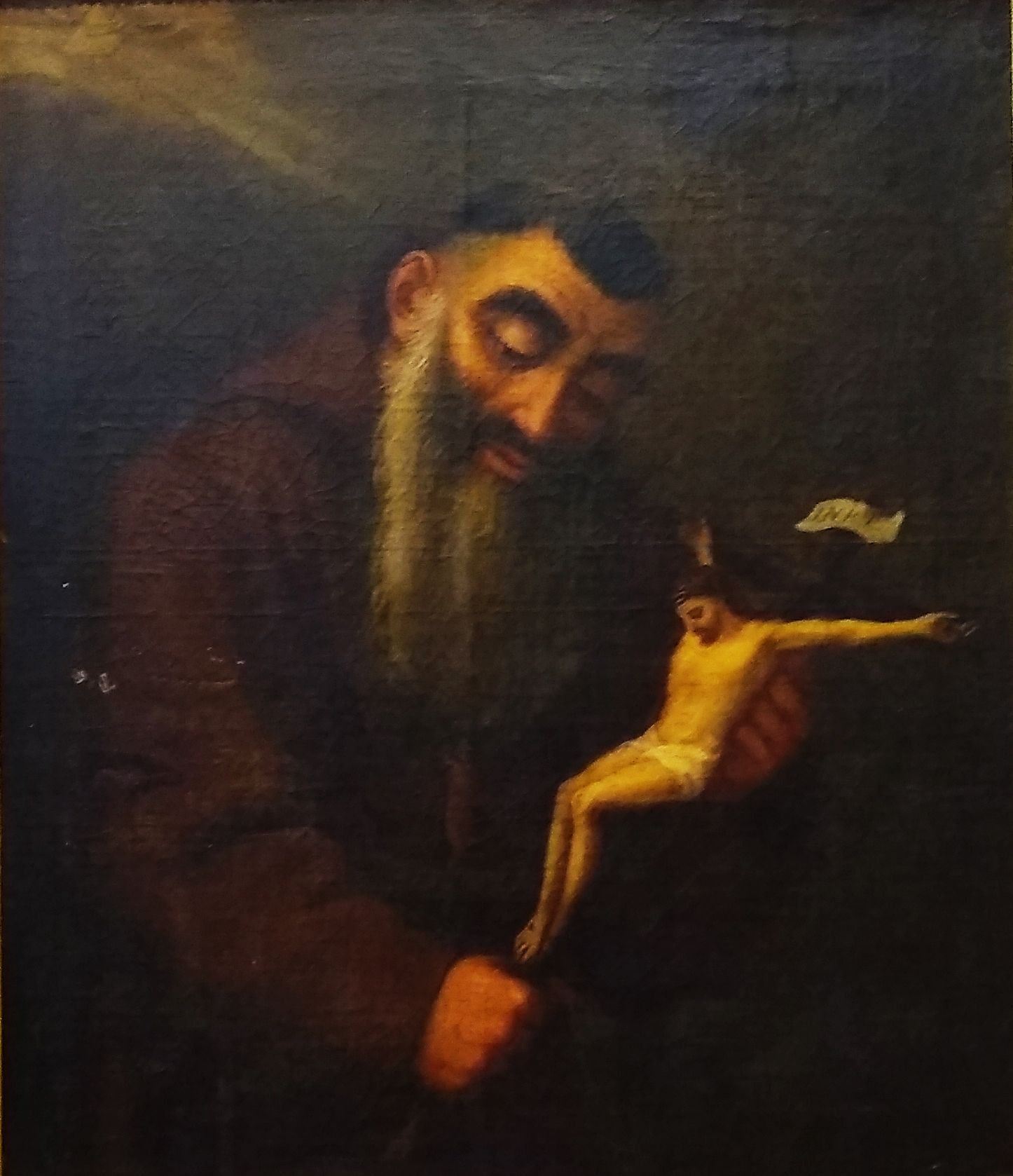
Fray Diego de Cádiz, célebre predicador del siglo XVIII.
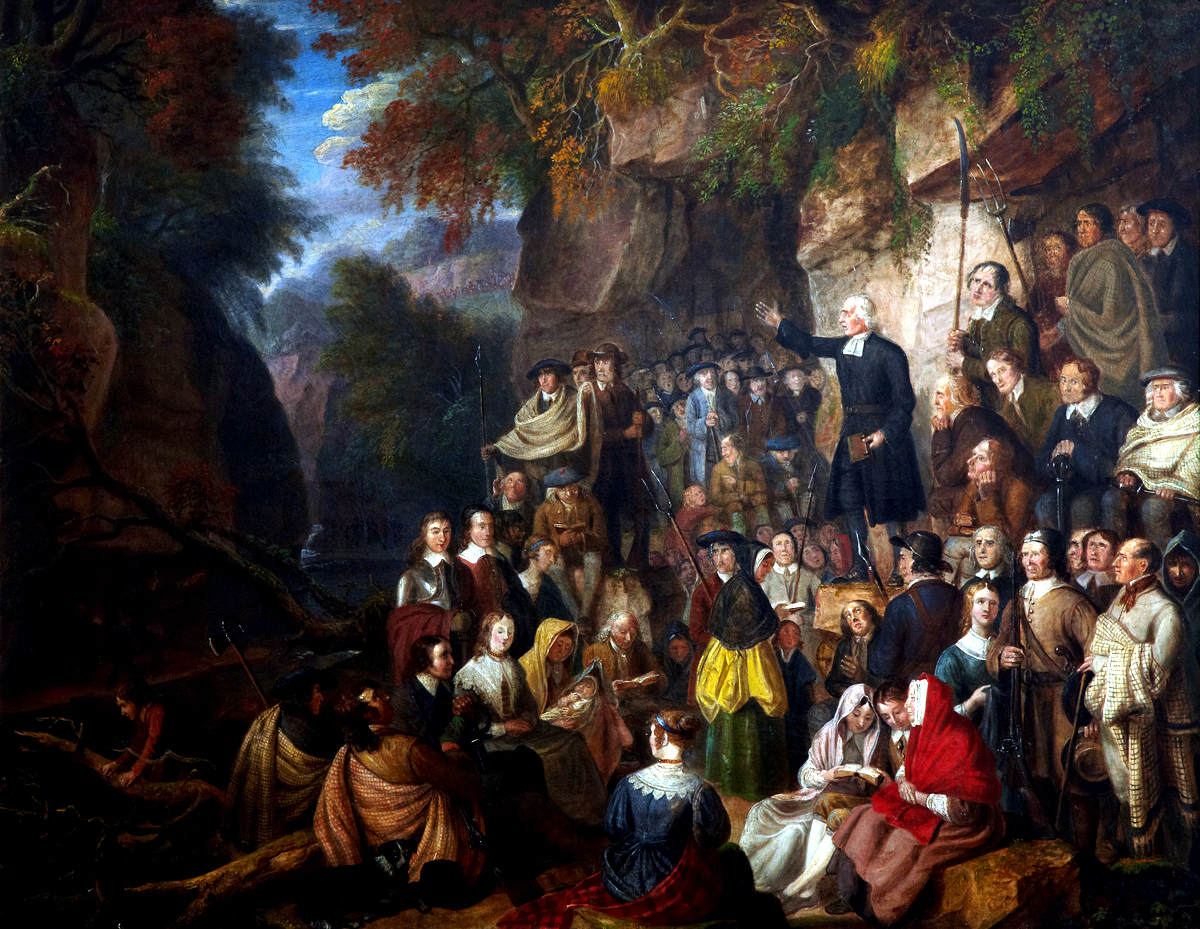
Un conventicle[24] ("conventículo") de covenanters escoceses, en la clandestinidad, atienden a la predicación de su ministro.
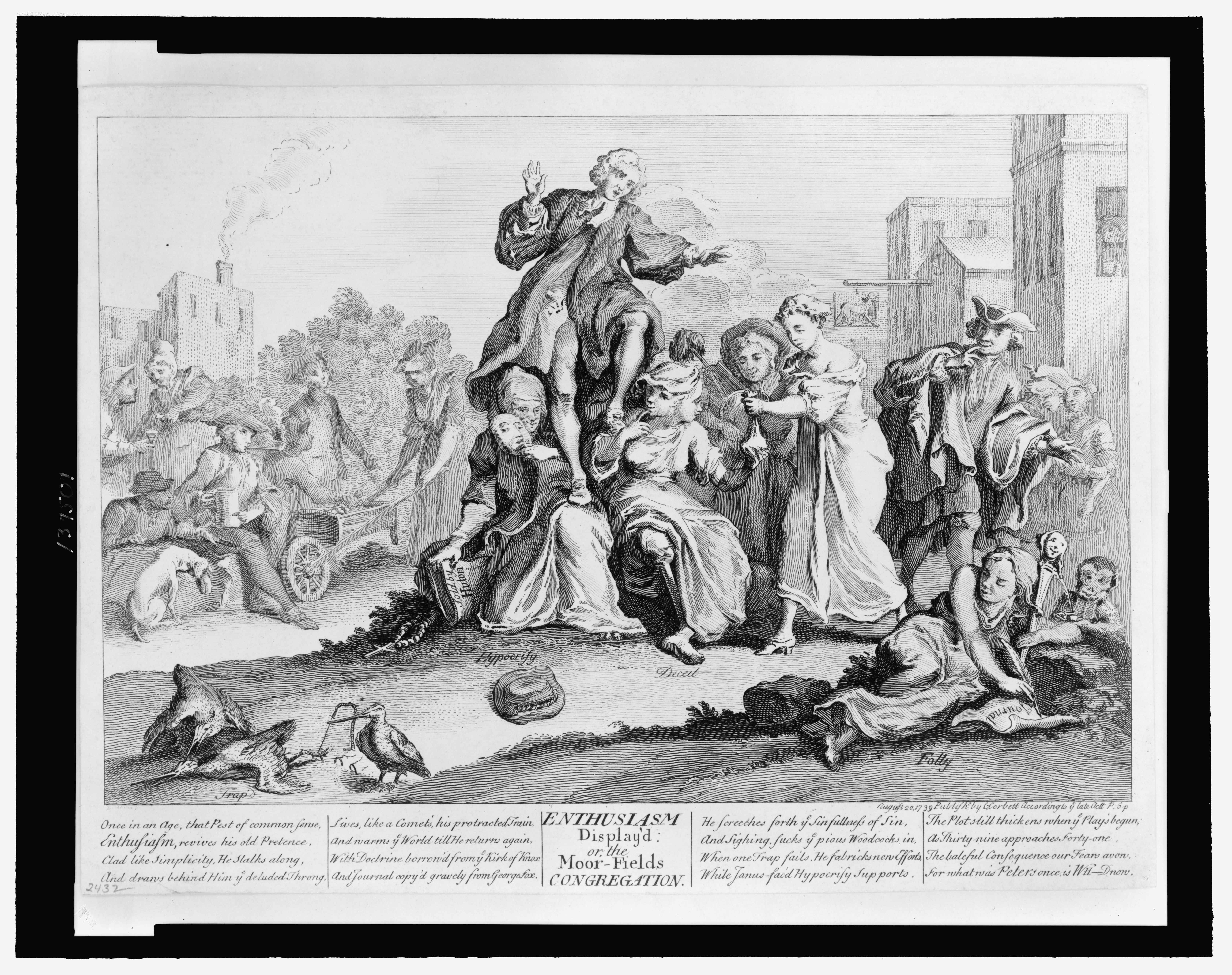
Representación satírica del entusiasmo que suscitaban las predicaciones del metodista George Whitefield.
Representación satírica de las predicaciones de Joseph Priestley.
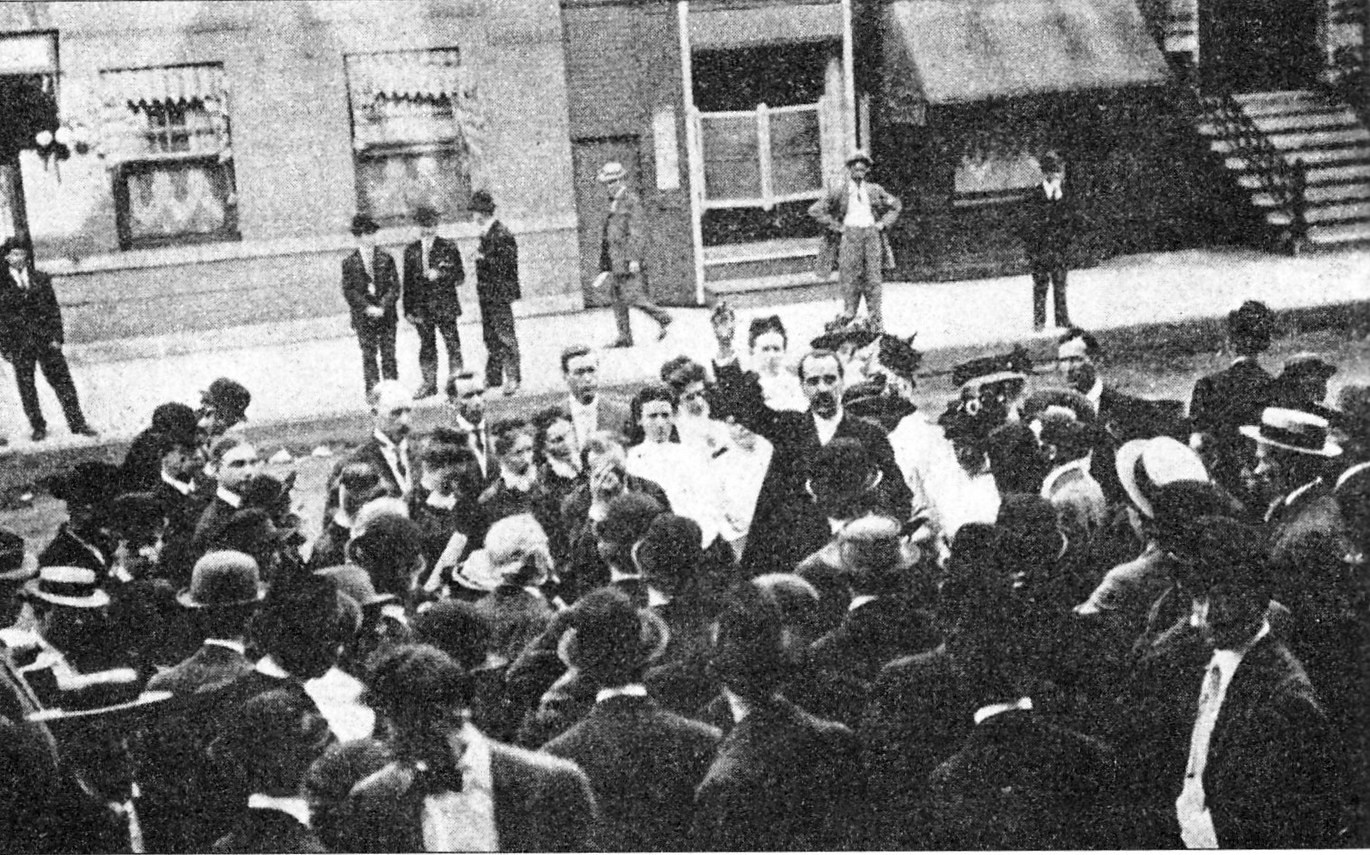
Ernest Bell predicando en la calle durante una "cruzada-anti vicio" (Chicago, 1911).

## Oratoria sagrada en otras religiones

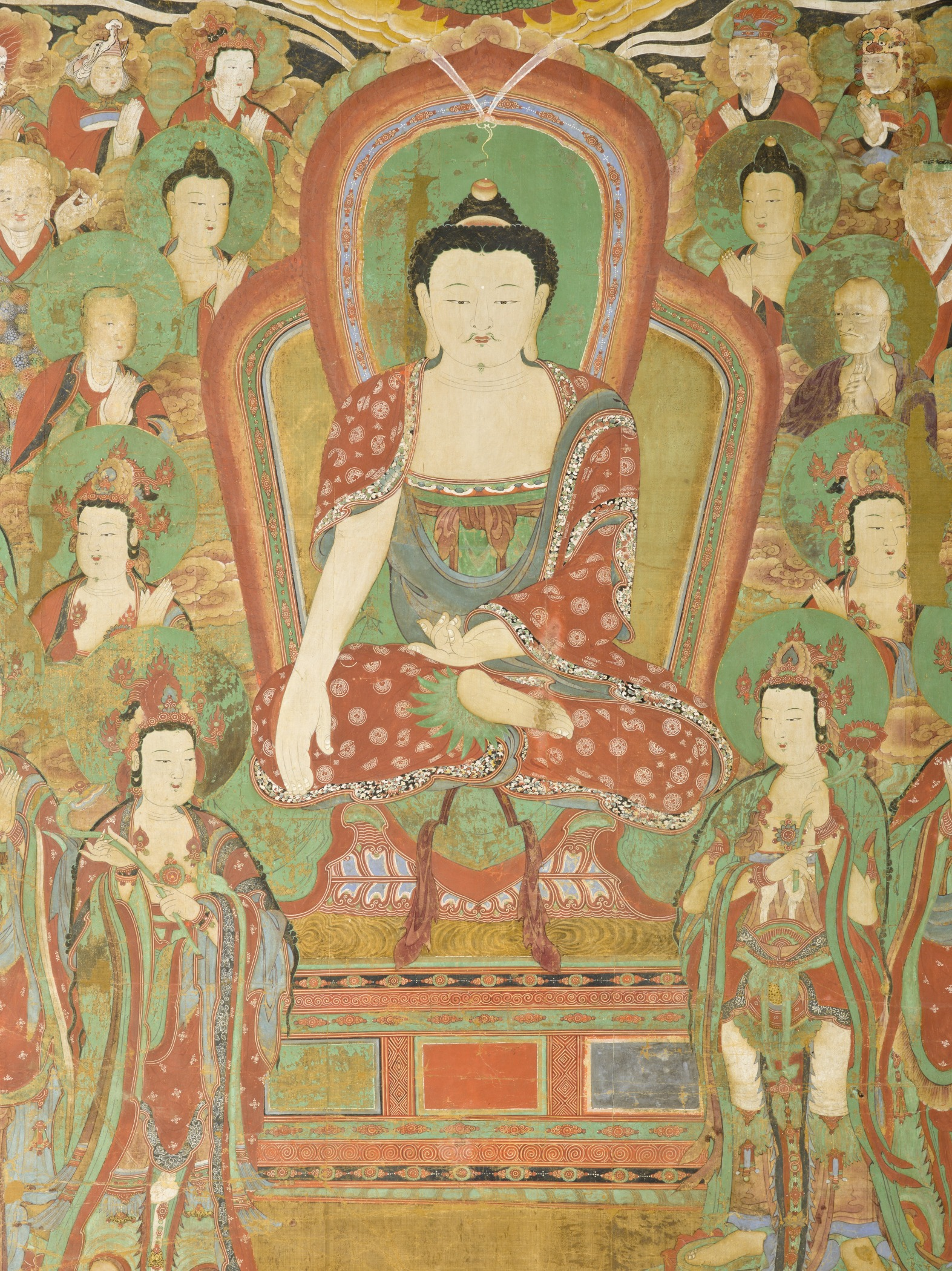
Buda predicando en Griddhraj Parvat ("la montaña del buitre").

La Tripitaka o Canon Pali, junto con otros textos, contiene los sermones y los discursos de Buda (sutras). Dentro de ese Canon, el Sutta Pitaka o "canasta de los discursos" contiene diez mil de ellos.

Se desapega al ser ecuánime. Se libera a través del desapego. Con la liberación está el conocimiento de que se ha liberado. Comprende que el nacimiento ha sido consumido, que ha vivido la vida de santidad, que ha sido hecho todo lo que había que hacer. No hay más nada que hacer. Esto dijo el Bendito. Los bhikkhus se alegraron y se regocijaron con sus palabras. Las mentes de aquellos mil bhikkhus fueron liberadas de impurezas sin apego mientras pronunciaba este discurso.
Discurso del fuego.